# Tocro del Tacarcuna
El tocro del Tacarcuna (Odontophorus dialeucos) és una espècie d'ocell de la família dels odontofòrids (Odontophoridae) que habita la selva humida de les muntanyes, del nord-oest de Colòmbia i l'adjacent est de Panamà.

## Descripció
El tocro del Tacarcuna fa entre 22 i 28 cm de llargada. Es calcula que els mascles pesen 264 g i les femelles 258 g. La coroneta i la gola dels mascles són negres i el supercili, les lores i la barbeta són blancs. Els costats i la part posterior del coll són de color canyella. L'esquena i el dors són de color marró oliva amb vermiculació negra i el pit i el ventre són de color castany amb taques blanques. Les femelles són similars, però les seves parts inferiors són de color marró més vermellós. Els juvenils són similars a la femella, però el blanc de la barbeta és més petit i el negre de la gola més ample.

## Distribució i hàbitat
El tocro del Tacarcuna es troba al llarg de la serralada de Tacarcuna, a la província de Darién de Panamà i al departament de Chocó de Colòmbia. Habita al sòl del bosc subtropical a altituds d'entre 1.050 i 1.450 m (3.440 i 4.760 peus).

## Comportament

### Alimentació
No s'ha publicat informació sobre el comportament de recerca d'aliment o la dieta del tocro del Tacarcuna.

### Reproducció
Es va recollir un exemplar juvenil a principis de juny, però no s'ha publicat cap altra informació sobre la fenologia reproductora de l'espècie.

### Vocalització
Les vocalitzacions del tocro del Tacarcuna són poc conegudes.

## Estat de conservació
La UICN va avaluar originalment el tocro del Tacarcuna com a gairebé amenaçada, però l'ha reclassificat com a vulnerable des del 2000. "La distribució molt petita d'aquesta espècie la fa susceptible a esdeveniments estocàstics i activitats humanes".

## Taxonomia i sistemàtica
Alguns autors han suggerit que el tocro del Tacarcuna, el tocro de collar (Odontophorus strophium), el tocro de Veneçuela (O. columbianus), el tocro frontnegre (O. atrifons) i el tocro pitnegre (O. lecuolaemus) són en realitat una sola espècie, però aquest tractament no ha estat acceptat pels principals sistemes taxonòmics aviaris. L'espècie és monotípica.